# Mass Leader
Pour plus de détails, voir Fiche technique et Distribution.
Mass Leader est un thriller d'action indien en langue kannada réalisé par Narasimha, produit par Tarun Shivappa et Harik Gowda et sorti le 11 août 2017. Les rôles principaux sont joués par Shiva Rajkumar et Pranitha Subhash, tandis que les rôles secondaires sont interprétés par Vijay Raghavendra, Yogesh, Gururaj Jaggesh, Sharmiela Mandre, Vamsi Krishna, Ashika Ranganath et Parinitha Kitty entre autres.
Le tournage du film est officiellement lancé le 19 avril 2016 à Bangalore. Les scènes sont tournées au Cachemire (sous une neige battante) ainsi que dans plusieurs lieux du Karnataka et de l'Andhra Pradesh. L'équipe de tournage s'installe ensuite à Manali après l'éclatement de tensions au Cachemire en janvier 2017.

## Fiche technique
- Titre : Mass Leader
- Réalisation : Narashimha
- Scénario : Narashimha
- Photographie :
- Montage :
- Production : Tarun Shivappa
- Société de production : Tarun Talkies
- Pays de production :  Inde
- Genre : Action, thriller et film de gangsters
- Durée : 159 minutes
- Dates de sortie : 
  - Inde : 11 août 2017

## Distribution
- Shiva Rajkumar : le capitaine Shivraj
- Vijay Raghavendra
- Gururaj Jaggesh
- Yogesh
- Pranitha Subhash
- Vamsi Krishna
- Tota Roy Chowdhury
- Sharmiela Mandre : Chandini
- Ashika Ranganath
- Parinitha Kitty : Chummi
- Prakash Belawadi
- Rockline Venkatesh

## Bande son
Veer Samarth compose la musique du film. La bande son, officiellement lancée par l'acteur télougou Nandamuri Balakrishna, sort le 9 juillet 2017.
| 1. | Mundhe Nintru | Chetan Gandharva                         |  |
| 2. | Geleya Ennale | Chetan Gandharva, Shreya Ghoshal         |  |
| 3. | Aabida Aabida | Veer Samarth, Supriya Lohith             |  |
| 4. | Deepave Ninna | Jubin Nautiyal, Aishwarya Rangarajan     |  |
| 5. | Ee Mannali    | Jogi Prem, Chintan Vikas, Govind Kurnool |  |